# Femonationalisme
Feminationalisme of femonationalisme is een concept van Sara R. Farris en beschrijft de instrumentalisatie van feministische noties door rechts-nationalistische en neoliberale actoren om een xenofoob, en meer bepaald, islamofoob, discours te voeren.
De term werd oorspronkelijk voorgesteld door de onderzoeker Sara R. Farris in haar boek “In the name of Women’s rights: the rise of femonationalism” (2017).
Hiervoor was het idee al terug te vinden in onderzoeken rond feminisme in rechtse politieke partijen, westers neoliberalisme en xenofobie, migratie en de zorgsector, enzovoort. In haar boek analyseert Farris femonationalisme voor het eerst op grote schaal in Europa.
Farris verwijst met femonationalisme naar een vorm van exploitatie van het feministisch discours in xenofobe campagnes, meestal door rechts conservatieve partijen. Door een bepaalde bevolkingsgroep te beschrijven als inherent misogyn of vrouwonvriendelijk, wordt die groep uitgesloten van het nationale zelfbeeld dat als postfeministisch en geëmancipeerd wordt voorgesteld. Het Westen wordt hierbij geacht vrij te zijn van seksisme en wordt een voorbeeld voor de rest van de wereld op het vlak van gendergelijkheid. Hierbij wordt het argument vaak opgeworpen dat immigranten seksistisch zouden zijn en dat de westerse samenleving volledig egalitair zou zijn.
De belangrijkste kritieken op dit fenomeen richten zich op het gedeeltelijke en sektarische gebruik van de feministische beweging voor verdere doelen gebaseerd op sociale onverdraagzaamheid, waarbij het seksisme en het gebrek aan echte sociale gelijkheid in de westerse samenleving als geheel wordt genegeerd.